# John Brown Gordon
John Brown Gordon (Condado de Upson, Georgia; 6 de febrero de 1832-Miami, Florida; 9 de enero de 1904), fue un abogado, agricultor, militar y político estadounidense. General del Ejército de los Estados Confederados, al final de la Guerra Civil, se había convertido en "uno de los generales de mayor confianza de Robert E. Lee".
Después de la guerra, Gordon se opuso fuertemente a la Reconstrucción a finales de la década de 1860. Miembro del Partido Demócrata, fue elegido por la legislatura estatal para servir como Senador de los Estados Unidos, de 1873 a 1880, y nuevamente de 1891 a 1897. También fue elegido como el 53.º Gobernador de Georgia, en funciones desde 1886 hasta 1890.

## Biografía
De ascendencia escocesa y nacido en una familia de terratenientes, Gordon nació en el Condado de Upson, en el centro de Georgia. Desde niño, junto con su familia, se trasladó al Condado de Walker, en el noroeste del Estado, donde su padre poseía una mina de carbón. Realizó sus primeros estudios en escuelas privadas en aquella población y en 1851 ingresó a estudiar Derecho en la Universidad de Atlanta en Athens; allí alcanzó el grado de senior en solo dos años, en 1852, pero se retiró antes de graduarse.
En 1853 fue admitido en el Colegio de Abogados de Atlanta y en 1854 se mudó a esa ciudad. Sin embargo, atrajo pocos clientes y se vio obligado a regresar a trabajar como administrador en la Mina de Carbón de su padre.
Cuando en 1861 estalló la guerra civil estadounidense, y pese a no tener estudios académicos ni experiencia militar, se unió al Ejército Confederado y fue nombrado como capitán de una compañía militar de montañeros, demostrando grandes capacidades en aquel cargo. Así, rápidamente ascendió a general de Brigada en 1862, a general de División en 1864, y a teniente General en 1865. En la guerra estuvo en varias de las principales batallas, entre ellas las de Seven Pines, Malvern Hill , Chancellorsville, Gettysburg, Spotsylvania y Petersburg. Justo antes de la Batalla de Appomattox se convirtió en comandante de un ala del ejército de Robert E. Lee, a quien acompañó en su rendición.
Al finalizar el conflicto, en 1865, y con 33 años, se convirtió en un héroe para los georgianos. Volvió a ejercer la abogacía en Atlanta y se convirtió en uno de los principales opositores a las política de la Reconstrucción. En 1868 se presentó, sin éxito, como candidato a la Gobernación de Georgia por el Partido Demócrata, siendo derrotado por el Republicano Rufus Bullock. Símbolo de la Supremacía Blanca en Georgia, se rumoreaba que era un Gran Dragón en el Ku Klux Klan, acusaciones que nunca se comprobaron.
En las elecciones al Senado de 1872 y 1873, fue elegido para ocupar un escaño en ese órgano legislativo. En la legislatura 1879-1880 sirvió como presidente del Comité de Comercio del Senado. A pesar de haber sido reelegido en 1879, Gordon renunció al Senado en marzo de 1880, para promover la construcción del Georgia Pacific Railroad, del cual llegaría ser ejecutivo. Desde este puesto lideró la transformación del sur de una economía agrícola a una economía comercial. Sin embargo, renunciar de manera repentina al cargo le valió acusaciones de corrupción, por parte del sector del Partido Demócrata liderado por Rebecca Latimer Felton.
En 1886 regresó a la política al ser elegido Gobernador de Georgia, ocupando el cargo hasta 1890. En las elecciones de 1890-1891 fue elegido de nuevo al Senado, sirviendo en el Congreso hasta 1897, cuando se negó a buscar la reelección en los comicios de ese año. Entre 1893 y 1895 sirvió como presidente del Comité de Defensa Costera.
Cuando se formó la organización United Confederate Veterans en 1890, Gordon fue presidente, cargo que ocupó hasta su muerte. Publicó memorias de sus hazañas militares en Reminiscences of the Civil War (1903). Tras trabajar como conferencista, murió en Miami en enero de 1904, siendo enterrado en el cementerio de Oakland, Atlanta, Georgia.